# Elisabeth Aßmann

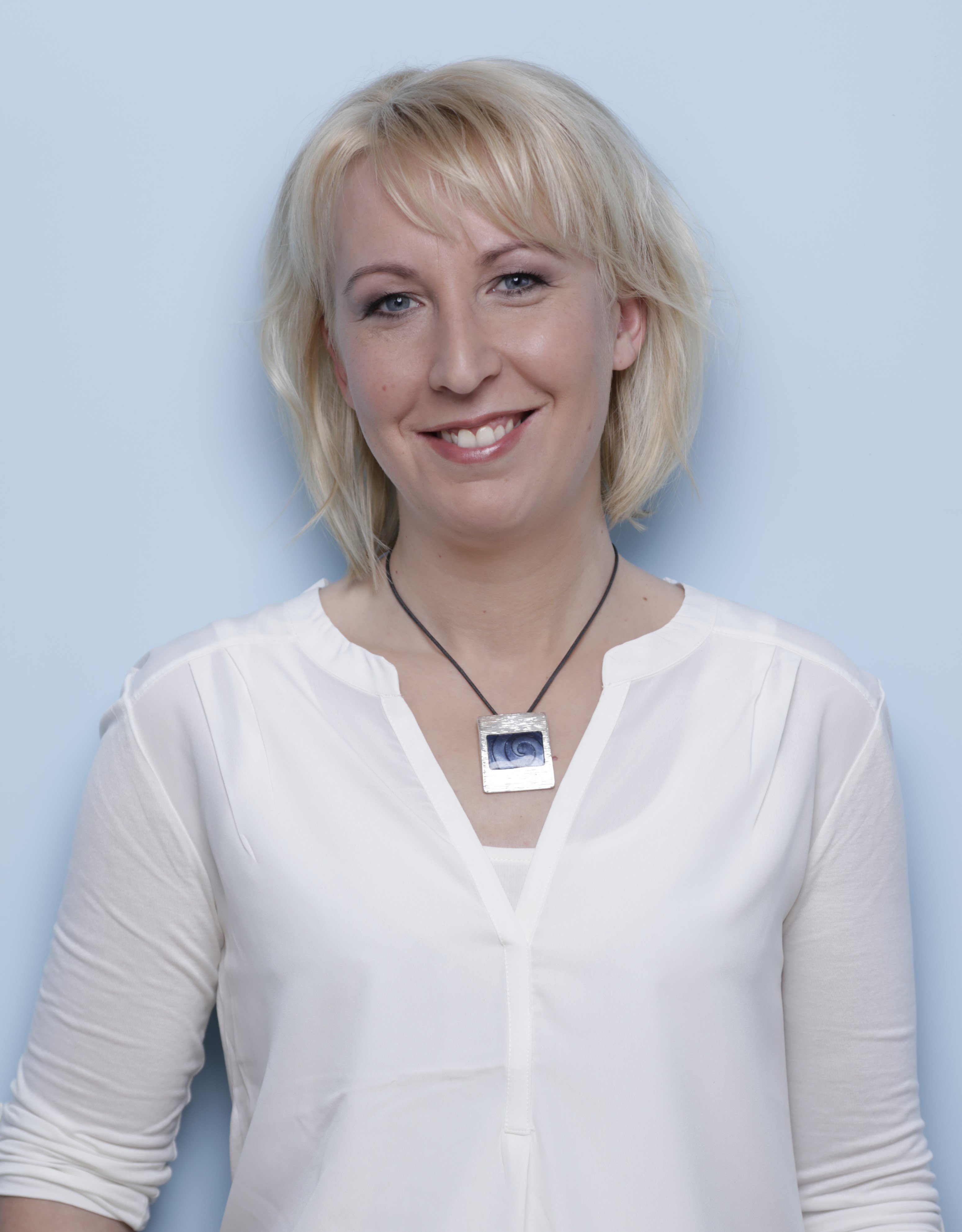
Elisabeth Aßmann

Elisabeth Aßmann (* 2. Januar 1990 in Greifswald) ist eine deutsche Agrarökonomin und Politikerin (SPD). Sie ist seit dem 1. August 2025 Teil der Geschäftsführung der Verwaltungsgesellschaft Lotto und Toto in Mecklenburg-Vorpommern mbH und war davor von Mai 2022 bis Juli 2025 Staatssekretärin im Ministerium für Klimaschutz, Landwirtschaft, ländliche Räume und Umwelt des Landes Mecklenburg-Vorpommern. Zuvor war sie von 2016 bis 2022 Mitglied des Landtags von Mecklenburg-Vorpommern.

## Leben
Nach dem Abschluss der Realschule im Jahr 2006 und dem Abitur 2008 am Friedrich-Ludwig-Jahn-Gymnasium Greifswald absolvierte Aßmann bis 2009 ein Freiwilliges Ökologisches Jahr. Im Anschluss nahm sie ein Fachhochschulstudium der Agrarwirtschaft an der Hochschule Neubrandenburg auf. Sie beendete ihre Studienzeit 2015 mit dem Master of Science agrar. Von April 2015 bis September 2016 war sie in der freien Wirtschaft als Fachberaterin für Tierernährung Rind/Schwein im Außendienst angestellt.
Elisabeth Aßmann hat zwei Töchter und lebt mit ihrem Lebenspartner in Veelböken-Botelsdorf.

## Politik
Aßmann trat im Jahr 2009 in die SPD ein und war in den Jahren 2012 bis 2015 Vorsitzende eines SPD-Ortsvereins. Seit 2020 ist sie stellvertretende Kreisvorsitzende der SPD Ludwigslust-Parchim. Bei der Landtagswahl im September 2016 wurde sie als Direktkandidatin der SPD über den Wahlkreis 18 (Ludwigslust-Parchim II) in den Landtag Mecklenburg-Vorpommern gewählt. Das Direktmandat gewann sie mit 30,0 % der Erststimmen. Ihr politischer Schwerpunkt ist die Agrarwirtschaft. Bei der Landtagswahl am 26. September 2021 gewann sie erneut mit 38,7 % der Erststimmen das Direktmandat im Wahlkreis 18 (Ludwigslust-Parchim II).
Am 1. Mai 2022 wurde sie als Nachfolgerin von Jürgen Buchwald zur Staatssekretärin im Ministerium für Klimaschutz, Landwirtschaft, ländliche Räume und Umwelt des Landes Mecklenburg-Vorpommern ernannt. Im Zuge ihrer Ernennung zur Staatssekretärin legte sie ihr Landtagsmandat nieder. Für sie rückte Monique Wölk nach. Mit Ablauf des 31. Juli 2025 wurde sie in den einstweiligen Ruhestand versetzt.